# José Luis Cerón Ayuso
José Luis Cerón Ayuso (Madrid, 13 de noviembre de 1924 - Ibid., 7 de junio de 2009) fue un político y diplomático español, ministro de Comercio del II Gobierno de Arias Navarro.

## Biografía
Licenciado en Derecho y en Ciencias Políticas y Económicas, ingresó en la carrera diplomática en 1947 y en el Cuerpo de Agregados y Consejeros de Economía Exterior en 1955.
Trabajó como diplomático en Montreal (Canadá), pasando en 1958 a ser jefe de la delegación permanente de España ante la Organización Europea de Cooperación Económica (OECE) en París, participando en las negociaciones de entrada de España en dicho organismo y en la preparación y aplicación del Plan Nacional de Estabilización Económica. Desde julio de 1964 ocupó el cargo de Consejero de Embajada en el Ministerio de Asuntos Exteriores, hasta que el 15 de octubre de ese mismo año fue nombrado Director de Relaciones con las Comunidades Europeas y secretario general de la delegación negociadora con el Mercado Común. La Dirección de Relaciones con las Comunidades Europeas fue una figura nueva dentro de la Dirección General de Organismos Internacionales, siendo el primer servicio de la Administración central española dedicado exclusivamente al tema de la integración económica con Europa. Dicha Dirección desempeñaría la labor de Secretaría General de la Delegación Negociadora con la CEE. 
Raimundo Bassols, quien fue Embajador de España ante la Comunidad y después secretario de Estado para las Relaciones con las Comunidades Europeas, en su libro "España en Europa" describe a José Luís Cerón Ayuso con palabras elogiosas: “diplomático brillante y agudo, era una fuerza de la naturaleza. Un excepcional rompedor de obstáculos y un creador de esquemas nuevos (…) Era el hombre que más sabía de asuntos comunitarios en España (…) creó un semillero de diplomáticos que miraron hacia Europa, sintieron Europa y lucharon y luchan por nuestra presencia en Europa”, BASSOLS,R.: op. cit, p.47.
En 1970 fue nombrado director general de Relaciones Económicas Internacionales del Ministerio de Asuntos Exteriores, cargo desde el que formó el acuerdo de restablecimiento de relaciones comerciales con la URSS y el Mercado Común, y en 1974, subsecretario de Economía Financiera del Ministerio de Hacienda. 
Fue ministro de Comercio durante el 15.º gobierno de la Dictadura de Franco entre marzo y diciembre de 1975. En 1975 fue nombrado gobernador del Banco Internacional de Reconstrucción y Desarrollo para España. A partir de marzo de 1984 fue presidente de Autopistas Mare Nostrum (AUMAR) y Embajador de España desde octubre de 1989. Fue miembro de la Comisión Trilateral (Europa) de 1979 a 1992.

## Condecoraciones
- Caballero gran cruz de la Orden de Carlos III.
- Gran cruz de la Orden del Mérito Civil.
- Caballero gran cruz de la Orden de Isabel la Católica.

Era hermano del filósofo y también diplomático español Julio Cerón Ayuso. 